# 小川村 (高知県)
小川村（こがわむら）は、高知県吾川郡にあった村。現在のいの町小川各町にあたる。

## 地理
- 山岳：五在所山
- 河川：小川川、上八川川

## 歴史
- 1889年（明治22年）4月1日 - 町村制の施行により、東津賀才村・西津賀才村・樅ノ木山村・新別村の区域をもって発足。
- 1896年（明治29年） - 大字柳野が起立。
- 1956年（昭和31年）6月1日 - 清水村・下八川村・上八川村と合併して吾北村が発足。同日小川村廃止。